# 오노 가쓰오
오오노 카츠오(大野克夫, 1939년 9월 12일 - )은 일본의 작곡가이다. 교토부 교토시에서 태어났다.

## 내력
아버지와 어머니가 각각 악기를 연주하는 음악가 집안에서 태어났다.
교토 시립 호리카와 고등학교 2학년 때 ‘교토 재즈 전투’에 나와서 우승을 한 계기로 음악에 입문했으며, 고등학교 졸업 후에는 기타 연주를 했다. 1962년에 키보드를 담당하는 음악 그룹 ‘더 스파이더스’에 가입했다. 연주 할 때의 점잖은 음색으로 오오노 카츠오가 유명했다. 음악 활동에 머무르지 않고, 텔레비전, 영화에도 출연하였다.